# Адміністративний устрій Малинського району
Адміністративний устрій Малинського району — адміністративно-територіальний поділ Малинського району Житомирської області на 1 селищну територіальну громаду, 1 селищну і 22 сільські ради, які об'єднують 103 населені пункти та підпорядковані Малинській районній раді. Адміністративний центр — місто Малин, яке є містом обласного значення та не входить до складу району.

## Сучасний адмінустрій району

### Список громад Малинського району
| № | Назва                      | Центр        | Населені пункти | Площа км² | Місце за площею | Населення (2001), чол. | Місце за населенням |
| - | -------------------------- | ------------ | --- | --------- | --------------- | ---------------------- | ------------------- |
| 1 | Чоповицька селищна громада | смт Чоповичі | с. Барвінки с. Будницьке с. Гутянське с. Загребля с. Йосипівка с. Крушники с. Кутище с. Липляни с. Новобратське с. Пристанційне с. Стримівщина с. Тишів смт Чоповичі с. Шевченкове |           |                 |                        |                     |

### Список рад Малинського району
| №  | Назва                           | Центр            | Населені пункти                                                                                                | Площа км² | Місце за площею | Населення (2001), чол. | Місце за населенням |
| -- | ------------------------------- | ---------------- | --- | --------- | --------------- | ---------------------- | ------------------- |
| 1  | Гранітненська селищна рада      | смт Гранітне     | смт Гранітне                                                                                                   |           |                 |                        |                     |
| 2  | Будо-Вороб'ївська сільська рада | с. Будо-Вороб'ї  | с. Будо-Вороб'ї с. Клітня с. Привітне                                                                          |           |                 |                        |                     |
| 3  | Вишівська сільська рада         | с. Вишів         | с. Вишів с. Косня с. Мар'ятин с. Трудолюбівка                                                                  |           |                 |                        |                     |
| 4  | Владівська сільська рада        | с. Владівка      | с. Владівка с. Писарівка с. Репище                                                                             |           |                 |                        |                     |
| 5  | Ворсівська сільська рада        | с. Ворсівка      | с. Візня с. Ворсівка с. Зибин с. Королівка с. Рудня-Городищенська                                              |           |                 |                        |                     |
| 6  | Головківська сільська рада      | с. Головки       | с. Головки с. Квітневе с. Лідівка с. Лісове с. Маклаївка с. Омелянівка с. Червоний Лан                         |           |                 |                        |                     |
| 7  | Горинська сільська рада         | с. Горинь        | с. Березине с. В'юнище с. Горинь с. Гута-Логанівська с. Єлівка с. Ободівка с. Соснівка                         |           |                 |                        |                     |
| 8  | Дібрівська сільська рада        | с. Діброва       | с. Гуска с. Діброва с. Лісна Колона с. Нова Діброва с. Ярочище                                                 |           |                 |                        |                     |
| 9  | Іванівська сільська рада        | с. Іванівка      | с. Жабоч с. Іванівка с. Нянівка с. Рубанка                                                                     |           |                 |                        |                     |
| 10 | Ксаверівська сільська рада      | с. Ксаверів      | с. Ксаверів с. Рудня-Калинівка с. Савлуки                                                                      |           |                 |                        |                     |
| 11 | Луківська сільська рада         | с. Луки          | с. Буки с. Бучки с. Забране с. Луки с. Сичівка                                                                 |           |                 |                        |                     |
| 12 | Любовицька сільська рада        | с. Любовичі      | с. Білий Берег с. Любовичі с. Новоселиця с. Стасева с. Ялцівка                                                 |           |                 |                        |                     |
| 13 | Малинівська сільська рада       | с. Малинівка     | с. Лумля с. Малинівка с. Різня с. Юрівка                                                                       |           |                 |                        |                     |
| 14 | Морозівська сільська рада       | с. Морозівка     | с. Вороб'ївщина с. Морозівка с. Нова Гута с. Нова Рутвянка с. П'ятидуб с. Рутвянка с. Свиридівка с. Стара Гута |           |                 |                        |                     |
| 15 | Недашківська сільська рада      | с. Недашки       | с. Зелений Гай с. Недашки с. Вишнянка                                                                          |           |                 |                        |                     |
| 16 | Нововороб'ївська сільська рада  | с. Нові Вороб'ї  | с. Дружне с. Нове Життя с. Нові Вороб'ї с. Рудня-Вороб'ївська с. Яблунівка                                     |           |                 |                        |                     |
| 17 | Пиріжківська сільська рада      | с. Пиріжки       | с. Баранівка с. Пиріжки                                                                                        |           |                 |                        |                     |
| 18 | Скуратівська сільська рада      | с. Скурати       | с. Заліски с. Кам'янка с. Скурати                                                                              |           |                 |                        |                     |
| 19 | Слобідська сільська рада        | с. Слобідка      | с. Гамарня с. Слобідка с. Щербатівка                                                                           |           |                 |                        |                     |
| 20 | Старовороб'ївська сільська рада | с. Старі Вороб'ї | с. Першотравневе с. Старі Вороб'ї с. Студень                                                                   |           |                 |                        |                     |
| 21 | Українківська сільська рада     | с. Українка      | с. Українка |           |                 |                        |                     |
| 22 | Устинівська сільська рада       | с. Устинівка     | с. Тарасівка с. Тростяниця с. Устинівка с. Фортунатівка                                                        |           |                 |                        |                     |
| 23 | Федорівська сільська рада       | с. Федорівка     | с. Федорівка                                                                                                   |           |                 |                        |                     |

## Список рад району до початку реформи 2015 року
| №  | Назва                           | Центр            | Населені пункти                                                                                                | Площа км² | Місце за площею | Населення (2001), чол. | Місце за населенням |
| -- | ------------------------------- | ---------------- | --- | --------- | --------------- | ---------------------- | ------------------- |
| 1  | Гранітненська селищна рада      | смт Гранітне     | смт Гранітне                                                                                                   |           |                 |                        |                     |
| 2  | Чоповицька селищна рада         | смт Чоповичі     | смт Чоповичі с. Пристанційне с. Стримівщина                                                                    |           |                 |                        |                     |
| 3  | Барвінківська сільська рада     | с. Барвінки      | с. Барвінки с. Загребля с. Новобратське                                                                        |           |                 |                        |                     |
| 4  | Будо-Вороб'ївська сільська рада | с. Будо-Вороб'ї  | с. Будо-Вороб'ї с. Клітня с. Привітне                                                                          |           |                 |                        |                     |
| 5  | Вишівська сільська рада         | с. Вишів         | с. Вишів с. Мар'ятин с. Трудолюбівка с. Червоний Плугатар                                                      |           |                 |                        |                     |
| 6  | Владівська сільська рада        | с. Владівка      | с. Владівка с. Писарівка с. Репище                                                                             |           |                 |                        |                     |
| 7  | Ворсівська сільська рада        | с. Ворсівка      | с. Ворсівка с. Візня с. Зибин с. Королівка с. Рудня-Городищенська                                              |           |                 |                        |                     |
| 8  | Головківська сільська рада      | с. Головки       | с. Головки с. Жовтневе с. Квітневе с. Лідівка с. Лісове с. Омелянівка с. Червоний Лан                          |           |                 |                        |                     |
| 9  | Горинська сільська рада         | с. Горинь        | с. Горинь с. Березине с. В'юнище с. Гута-Логанівська с. Єлівка с. Ободівка с. Соснівка                         |           |                 |                        |                     |
| 10 | Дібрівська сільська рада        | с. Діброва       | с. Діброва с. Гуска с. Лісна Колона с. Нова Діброва с. Ярочище                                                 |           |                 |                        |                     |
| 11 | Іванівська сільська рада        | с. Іванівка      | с. Іванівка с. Жабоч с. Нянівка с. Рубанка                                                                     |           |                 |                        |                     |
| 12 | Йосипівська сільська рада       | с. Йосипівка     | с. Йосипівка с. Будницьке с. Гутянське с. Липляни                                                              |           |                 |                        |                     |
| 13 | Ксаверівська сільська рада      | с. Ксаверів      | с. Ксаверів с. Рудня-Калинівка с. Савлуки                                                                      |           |                 |                        |                     |
| 14 | Луківська сільська рада         | с. Луки          | с. Луки с. Буки с. Бучки с. Забране с. Сичівка                                                                 |           |                 |                        |                     |
| 15 | Любовицька сільська рада        | с. Любовичі      | с. Любовичі с. Білий Берег с. Новоселиця с. Стасева с. Ялцівка                                                 |           |                 |                        |                     |
| 16 | Малинівська сільська рада       | с. Малинівка     | с. Малинівка с. Лумля с. Різня с. Юрівка                                                                       |           |                 |                        |                     |
| 17 | Морозівська сільська рада       | с. Морозівка     | с. Морозівка с. Вороб'ївщина с. Нова Гута с. Нова Рутвянка с. П'ятидуб с. Рутвянка с. Свиридівка с. Стара Гута |           |                 |                        |                     |
| 18 | Недашківська сільська рада      | с. Недашки       | с. Недашки с. Вишнянка с. Зелений Гай                                                                          |           |                 |                        |                     |
| 19 | Нововороб'ївська сільська рада  | с. Нові Вороб'ї  | с. Нові Вороб'ї с. Дружне с. Нове Життя с. Рудня-Вороб'ївська с. Яблунівка                                     |           |                 |                        |                     |
| 20 | Пиріжківська сільська рада      | с. Пиріжки       | с. Пиріжки с. Баранівка                                                                                        |           |                 |                        |                     |
| 21 | Скуратівська сільська рада      | с. Скурати       | с. Скурати с. Заліски с. Кам'янка                                                                              |           |                 |                        |                     |
| 22 | Слобідська сільська рада        | с. Слобідка      | с. Слобідка с. Гамарня с. Щербатівка                                                                           |           |                 |                        |                     |
| 23 | Старовороб'ївська сільська рада | с. Старі Вороб'ї | с. Старі Вороб'ї с. Крупське с. Першотравневе                                                                  |           |                 |                        |                     |
| 24 | Українківська сільська рада     | с. Українка      | с. Українка |           |                 |                        |                     |
| 25 | Устинівська сільська рада       | с. Устинівка     | с. Устинівка с. Тарасівка с. Тростяниця с. Фортунатівка                                                        |           |                 |                        |                     |
| 26 | Федорівська сільська рада       | с. Федорівка     | с. Федорівка                                                                                                   |           |                 |                        |                     |
| 27 | Шевченківська сільська рада     | с. Шевченкове    | с. Шевченкове с. Крушники с. Кутище с. Тишів                                                                   |           |                 |                        |                     |

* Примітки: смт — селище міського типу, с. — село

## Історія
Район було утворено 7 березня 1923 року в складі Малинської округи Київської губернії з Баранівської, Берківської, Білобережської, Ворсівської, Головківської, Городищенської, Любовицької, Макалевицької, Малинівської, Нянівської, Пинязевицької, Пиріжківської, Різнянської, Селищенської, Устинівської, Федорівської сільських рад Малинської волості, Владівської, Зубівщинської, Колоніє-Зубівщинської, Меленівської, Новаківської, Писарівської, Скуратівської, Стремигородської, Хотинівської, Чоповицької, Шершнівської Стремигородської волості та Вирвенської сільської ради Вишевицької волості.
В квітні 1923 року Владівська, Зубівщинська, Колоніє-Зубівщинська, Меленівська, Новаківська, Писарівська, Скуратівська, Стремигородська, Хотинівська, Чоповицька та Шершнівська сільські ради були передані до складу Чоповицького району, але вже 28 жовтня 1924 року ці сільські ради було повернено до складу Малинського району. Тоді ж ліквідовано Малинівську та Писарівську сільські ради.
26 березня 1925 року в складі району відновлено Малинівську, 8 вересня 1925 року — Щербатівську, 23 жовтня 1925 року — Стариківську та утворено Елівську сільські ради, 24 лютого 1926 року створено Малинську єврейську селищну раду.
23 лютого 1927 року Владівська, Зубівщинська українська, Зубівщинська чеська, Скуратівська, Стариківська, Стремигородська, Устинівська, Хотинівська, Чоповицька та Шершнівська сільські ради були передані до складу відновленого Чоповицького району. 2 березня 1927 року до складу району було приєднано Будо-Вороб'ївську, Лумлянську, Ново-Вороб'ївську та Старо-Вороб'ївську сільські ради Базарського району.
5 лютого 1931 року до складу району увійшла територія ліквідованого Чоповицького району, Каленська, Мединівська, Обиходівська, Татарновицька сільські ради Коростенського району та Липлянська, Юзефівська сільські ради Народицького району.
17 лютого 1935 року було відновлено Чоповицький район в складі 1931 року, внаслідок чого сільські ради цього району були повернуті до його складу.
10 грудня 1938 року в складі району утворено Малинську міську раду.
В 1941-43 роках територія району входила до гебітскомісаріату Радомишль Генеральної округи Житомир та складалась з Бабино-Лозинської, Будо-Ободзинської, Візенської, В'юнищенської, Горинської, Гран-Кар'єрської, Гутко-Логанівської, Зибенської, Макалевицької, Омелянівської, Острівської, Руднє-Ялцівської, Селищанської, Стасівської, Шевченківської та Ялцівської сільських управ.
11 серпня 1954 року було ліквідовано Баранівську, Білобережську, Городищенську, Клітнянську, Лумлянську, Нянівську, Різнянську, Старовороб'ївську, Федорівську, Щербатівську сільські ради, 30 вересня 1958 року — Вирвенську сільську раду.
21 січня 1959 року до складу району передано Вишівську, Дубрівську, Ксаверівську, Недашківську, Новогутянську, Рутв'янську сільські ради розформованого Базарського району.
14 березня 1960 року ліквідовано Старовороб'ївську, Ксаверівську, Шевченківську та Єлівську сільські ради.
30 грудня 1962 року до складу району була включена територія розформованого Радомишльського району, крім Торчинської сільської ради. Чоповицьку селищну, Барвінківську, Буківську, Владівську, Головківську, Йосипівську, Мединівську, Скуратівську, Устинівську, Чоповицьку сільські ради було передано до складу Коростенського району.
7 січня 1963 року Вихлянську, Гуто-Потіївську, Потіївську сільські ради було передано до складу Черняхівського району, відновлено Ксаверівську сільську раду, включено до складу району Базарську, Велико-Кліщівську, Голубієвицьку, Гуто-Мар'ятинську, Калинівську, Межиліську сільські ради Овруцького району, ліквідовано Малорачанську сільську раду. 8 квітня цього ж року передано зі складу Черняхівського району Вихлянську та Гуто-Потіївську сільські ради.
Затверджені в складі району адміністративно-територіальні одиниці станом на 4 січня 1965 року: Малинська міська рада, Чоповицька селищна рада, Базарська, Барвінківська, Будо-Вороб'ївська, Буківська, Великокліщівська, Вишівська, Владівська, Ворсівська, Головківська, Голубієвицька, Горинська, Гуто-Мар'ятинська, Дібрівська, Іванівська, Йосипівська, Калинівська, Ксаверівська, Любарська, Любовицька, Макалевицька, Малинівська, Малокліщівська, Маломіньківська, Мединівська, Межиліська, Недашківська, Нововороб'ївська, Пиріжківська, Рутвянська, Скуратівська, Слобідська, Українська, Устинівська сільські ради.
5 лютого 1965 року передано до складу Овруцького району — Любарську, Малокліщівську, Маломіньківську сільські ради, до складу Коростенського району — Мединівську сільську раду, 8 грудня 1966 року до складу відновленого Народицького району — Великокліщівську, Голубієвицьку, Гуто-Мар'ятинську, Калинівську, Межиліську сільські ради.
29 травня 1967 року до складу району включено Макалевицьку сільську раду, 17 вересня 1984 року в складі району відновлено Шевченківську, 21 серпня 1989 року — Старовороб'ївську сільські ради.
До початку адміністративно-територіальної реформи в Україні (станом на початок 2015 року) до складу району входили 2 селищні та 25 сільських рад.
26 серпня 2016 року в складі району було утворено Чоповицьку селищну територіальну громаду, внаслідок чого 30 грудня 2016 року припинили існування Чоповицька селищна, Барвінківська, Йосипівська та Шевченківська сільські ради, котрі увійшли до складу громади. 
На час ліквідації району, відповідно до Постанови Верховної Ради України від 17 липня 2020 року, до його складу входили селищна територіальна громада, селищна та 22 сільські ради.